# Mathieu Crepel
Pour les articles homonymes, voir Crépel.
 (janvier 2011).
Si vous disposez d'ouvrages ou d'articles de référence ou si vous connaissez des sites web de qualité traitant du thème abordé ici, merci de compléter l'article en donnant les références utiles à sa vérifiabilité et en les liant à la section « Notes et références ».
Mathieu Crepel, né le 26 octobre 1984 à Tarbes, est un snowboarder professionnel.

## Biographie
En 1990, Le jeune pyrénéen met, à l’age de 6 ans, la première fois ses pieds sur un snowboard d’adulte recoupé à sa taille par son père dans la station de La Mongie.
Après son premier voyage au Groenland à l’âge de 10 ans, il réalise qu’il veut vivre de sa passion.
En 1999 il quitte ses Pyrénées pour intégrer le lycée sport étude de Villard-de-Lans et mettre tous les atouts de son côté, notamment profiter d’une proximité des structures d’entraînement et d’un aménagement du cursus du lycée en quatre ans pour libérer la majorité de l’hiver pour pratiquer le snowboard.
En 2001, Terje Haakonsen invite Mathieu en Norvège à participer à son événement, l’Arctic Challenge. Celle-ci est à l’époque la compétition la plus exclusive de l’année et est réservée aux 20 riders triés sur le volet et choisis par Haakonsen, considéré comme le roi du snowboard. La saison suivante, Crepel, par le biais de l’association G2N (Glisse, Nature & nourriture) dont il est le coprésident, est à l’origine de l’ouverture du Pic du Midi de Bigorre à la pratique du ski et du snowboard. Soutenu depuis son plus jeune âge par le domaine du Tourmalet (Barèges et La Mongie), Mathieu, grâce à la bonne volonté des élus locaux, a l’occasion de faire découvrir son terrain de jeu préféré et l’ambiance magique qui règne autour du pic.
Ce domaine skiable accueille à partir de 2002 « le rendez-vous des étoiles » organisé par la même association et dont Mathieu est le parrain. Cette manifestation permet lors d’un rassemblement de stars du snowboard sous forme festive, de faire parler du site et d’œuvrer pour le préserver. Lors de cet événement, un effort de communication sur les valeurs écologiques notamment en éduquant les écoles qui viennent par une exposition dont le thème est « du flocon à la vague ». Sur la neige, Mathieu continue de faire ses gammes et progresse encore et toujours.
En 2003 il s’offre un doublé aux championnats de France en big air et halfpipe alors qu’il n’a que 18 ans. 2003 est une année noire :  c’est l’année de la disparition de Tristan Picot, l’un des meilleurs amis de Mathieu Crepel sur et en dehors de la neige. Depuis cet accident, il dédie systématiquement ses victoires à Tristan.
En 2005 il commence la saison en étant le rider porte-parole de la fête européenne du snowboard mise en place par l’Eurosima Mountain Division pour la première fois dans toute l’Europe. Après un début de saison prometteur et quelques victoires en coupe du monde FIS, il frappe un grand coup et s’adjuge son premier gros globe de cristal en remportant le titre de vainqueur du circuit coupe du monde halfpipe, la discipline freestyle olympique. Ce titre donne à Mathieu Crepel une envergure supplémentaire et il enchaîne les plateaux TV sur lesquels il surprend par sa maturité et sa prestance face aux caméras. Il sera également champion de France cette même année.
En 2006, il participe au tout nouveau circuit professionnel avec succès en devenant le premier champion du monde Ticket To Ride (TTR), un autre titre majeur d’envergure mondial qu’il ajoute à son palmarès. Cette même année, Mathieu participe à ses premiers Jeux olympiques à Turin : il repart avec de fantastiques souvenirs et une expérience forte en émotion, et un petit goût d’inachevé manquant de 2 places seulement la qualification directe pour les finales lors de son premier run. De cette aventure olympique, il en retire une énorme expérience et motivation qui, dès la saison suivante, s’avèrent payantes.
En 2007, il s’offre un doublé en remportant en moins de 24 heures, les deux titres de champion du monde FIS en big air et halfpipe à Arosa en Suisse. Cette année 2007 est aussi l’année de sa première participation aux Winter X-Games d’Aspen. Mahieu est l’un des rares riders à recevoir une invitation  en halfpipe et en slopestyle. Loin de faire de la figuration lors de cette découverte du X-Games, et malgré une talonnade faite lors du premier jour des entraînements, Mathieu Crepel se qualifie pour les deux finales et fini à 3 points d’une médaille en slopestyle en se classant cinquième, il termine à la neuvième place en halfpipe.
En parallèle à ses activités sportives et médiatiques, Mathieu Crepel devient en 2007 l'ambassadeur des produits écoresponsable chez Quiksilver. Fidèle à ses valeurs, il veut commencer à développer cette démarche. il développe une série de produit à son nom allant des produits techniques (veste et pantalons snowboard) aux tee-shirt et même boardshorts. Tous ces produits s'inscrivent dans une démarche de recyclage. Deux processus sont utilisés : l'un s'appelle eco-circle et consiste à recycler des vêtements pour en créer d'autres ; le second concerne les vestes de snowboard et utilise le recyclage de bouteilles en plastique[réf. nécessaire].
En début de saison 2008, Mathieu est l’un des parrains de l’événement « les étoiles du sport » aux côtés entre autres de Leslie Djhone, Sebastien Bourdais, David Douillet, Patrick Vieira et Daniel Narcisse. Lors de cet événement médiatique, le but est de transmettre les valeurs du sport à un espoir/filleul que chacun a choisi. Mathieu choisit Arthur Longo. C'est ce dernier qui est élu meilleur espoir de la semaine et reçoit sa récompense de la part de Roselyne Bachelot, Ministre de la Santé, de la Jeunesse et des Sports.
Sur la neige, Mathieu Crepel se concentre sur un nouvel objectif : il participe à un film avec Standard Films, une boîte de production de film américain réputée. Les efforts payent et Mathieu s’octroie l’une des plus belles séquences dans le film Aesthetica. Il retourne aussi à Aspen pour les X-Games, mais il est moins en jambe du fait d’un programme d’entraînement allégé dû aux sessions de tournage, il se qualifie néanmoins pour la finale du slopestyle, la seule discipline où il est invité et finit à la neuvième place.
Lors de saison 2008-2009, Mathieu Crepel reprend un cycle d’entraînement destiné à mettre toutes les chances de son côté pour décrocher une médaille aux jeux olympiques 2010. Dès le début de saison, les entraînements de l’été payent et Mathieu gagne ou finit dans les 5 premiers des compétitions importantes auxquelles il participe. Il revient des championnats du monde en Corée avec une médaille de bronze dans la discipline olympique. Très vite il assure son quota de points pour Vancouver notamment avec une victoire en coupe du monde à Bardonnèche. En deuxième partie de saison, lors d’un voyage au Japon avec Quiksilver, il se blesse au pied dès la deuxième piste en heurtant un arbre. Il rentre en France pour entamer une rééducation accélérée et prise en charge par des spécialistes pour retrouver la neige le plus tôt possible. Il profite de sa rééducation pour continuer son engagement écologique auprès des jeunes et se rend à Paris pour une opération organisée par Orange lors de laquelle il est associé à Zinédine Zidane[réf. nécessaire]. Il remonte sur la neige pour les premiers camps d’entraînement d’été en juin et retrouve les sensations de ride avant d’enchaîner un périple de quatre mois pour s’entraîner, tout d’abord aux États-Unis à Mt Hood puis en Nouvelle-Zélande la totalité du mois de septembre. En parallèle à ses projets sur la neige, Crepel, toujours conduit par sa sensibilité écologique, désire agir pour informer, éduquer et sensibiliser les gens sur le cycle de l’eau car il se sent directement concerné : c'est un pratiquant sur la neige et il est également passionné de surf. Il s’implique ainsi dans l’organisation de l’évènement « l’odyssée : du flocon à la vague ». Il est avec Bixente Lizarazu le coparrain de cette première édition qui, sur trois jours, voit s’affronter lors de défis nautiques des équipes composées d’une multitude de champions parmi lesquels Guy Forget, Luc Alphand, Jean Pierre Vidal, Wilfrid Forgues…
Mathieu Crepel a deux objectifs sportifs importants lors de la saison 2009-2010. Le premier est d'essayer d'obtenir une médaille olympique lors des jeux de Vancouver. Lors de ceux-ci, il chute lors des deux run de la finale du Halfpipe, compétition dominée par l'Américain Shaun White. Plus tard dans la saison, Tignes accueille les X-Games Europe : c'est la première fois que cette compétition se délocalise en Europe. Il se classe deuxième du superpipe .
Mathieu Crepel joue à SSX sur écran d'environ 50 pouces de diagonale en pleine nature à 4 000 m d'altitude.
Il est consultant pour France Télévisions pour les  aux Jeux olympiques de Sotchi en 2014; de PyeongChang en 2018 et de Pékin en 2022 pour les épreuves de slopestyle, half-pipe et big air au côté du journaliste Christian Choupin,,.
En 2020 Stan Thuret propose à Mathieu de faire équipe avec lui pour la course Transat Jacques Vabre qui a lieu l’année suivante. Mathieu accepte le défi et après une formation courte et intense il prend le départ sur le bateau Everial et finira à la 26e place en catégorie class 40 après 23j 11h 41m 44s de course.
Le 9 décembre 2021, Mathieu annonce sur son compte Instagram son choix de se séparer de Quiksilver qui depuis 25 ans le sponsorisait en vêtement. Il motive son choix par un nouveau challenge plus en accord avec ses valeurs .

## Palmarès

### Championnats du monde
- Champion du monde du circuit professionnel Ticket To Ride (TTR) World Snowboard Tour saison 2006.
- Championnats du monde de 2007 à Arosa (Suisse) :
  -  Médaille d'or du big air.
  -  Médaille d'or du half-pipe.
- Championnats du monde 2009 à Gangwon (Corée du Sud) :
  -  Médaille de bronze du half-pipe.

### Coupe du monde
- 1 petit  globe de cristal :
  - Vainqueur du classement half-pipe en 2005.
- 9 podiums dont 4 victoires.

Raids
- Vainqueur du Raid Arzetois 2014.